# Гравітаційні хвилі (гідродинаміка)
Гравітаційні хвилі — різновид хвиль на поверхні рідини, за яких деформовану поверхню рідини повертає до стану рівноваги сила тяжіння, пов'язана з перепадом висот гребенів і западин у гравітаційному полі.

Траєкторії умовних частинок води за не дуже великої (порівнянної з довжиною хвилі) глибини є еліпсами, що ілюструється хитанням пляшки

Вільні гравітаційні хвилі у водному шарі — хвилі, що з'являються під час руху по дну океану сейсмічних хвиль — хвиль Лява і хвиль Релея. Їх виявлено й досліджено 2019 року під час аналізу даних із глибоководних обсерваторій DONET, отриманих під час землетрусу й цунамі 11 березня 2011 року в Японії. Ці хвилі з'являлися більш ніж за годину до цунамі, збуджувані низькочастотними компонентами сейсмічних хвиль у районі крутих підводних схилів. Їх пікова амплітуда становила 3,5 см, період 170 с і довжина близько 22 км.

## Загальні властивості
Гравітаційні хвилі на поверхні рідини — це нелінійні хвилі. Точний математичний аналіз можливий лише в лінеаризованому наближенні і за відсутності турбулентності. Крім того, зазвичай мова йде про хвилі на поверхні ідеальної рідини. Результати точного розв'язання для цього випадку описано нижче.
Гравітаційні хвилі на поверхні рідини не поперечні і не поздовжні. Під час коливань частинки рідини описують деякі криві, що переміщуються як у напрямку руху, так і поперек нього. У лінеаризованому наближенні ці траєкторії є колами. Це призводить до того, що профіль хвиль не синусоїдальний, а має характерні загострені гребені.
Нелінійні ефекти виявляються, коли амплітуда хвилі стає порівнянною з її довжиною. Одним з характерних явищ у цьому режимі є поява зламів на вершинах хвиль. Крім того, з'являється можливість перекидання хвилі. Ці явища поки що не піддаються точному аналітичному розрахунку.

## Закон дисперсії для слабких хвиль
Поведінку хвиль малої амплітуди можна з хорошою точністю описати лінеаризованими рівняннями руху рідини. Для справедливості цього наближення необхідно, щоб амплітуда хвилі була істотно меншою як від довжини хвилі, так і від глибини водойми.
Є дві граничні ситуації, для яких розв'язок задачі має найпростіший вигляд — це гравітаційні хвилі на мілкій воді і на глибокій воді.

### Гравітаційні хвилі на мілкій воді
Наближення хвиль на мілкій воді справедливе в тих випадках, коли довжина хвилі значно перевищує глибину водойми. Класичний приклад таких хвиль — цунамі в океані: поки цунамі не вийшла на берег, вона є хвилею з амплітудою порядку декількох метрів і довжиною в десятки і сотні кілометрів, що істотно більше від глибини океану.
Закон дисперсії і швидкості хвилі в цьому випадку має вигляд:
{\displaystyle \omega ={\sqrt {gH}}\cdot k\,;\quad v_{ph}=v_{gr}={\sqrt {gH}},}
де H — глибина водойми (відстань від поверхні до дна),
g — напруженість гравітаційного поля (прискорення вільного падіння).
{\displaystyle \omega } — кутова частота коливань у хвилі,
k — хвильове число (величина, обернена довжині хвилі),
{\displaystyle v_{ph},v_{gr}} — фазова і групова швидкості відповідно.
Такий закон дисперсії приводить до деяких явищ, які можна легко помітити на морському березі.
- Навіть якщо хвиля у відкритому морі йшла під кутом до берега, то при виході на берег гребені хвилі мають тенденцію розвиватися паралельно берегу. Це пов'язано з тим, що поблизу берега, коли глибина починає поступово зменшуватися, швидкість хвилі спадає. Тому коса хвиля пригальмовує на підході до берега, розвертаючись при цьому.
- Завдяки аналогічному механізму, при підході до берега зменшується поздовжній розмір цунамі, при цьому висота хвилі зростає.

### Гравітаційні хвилі на глибокій воді
Наближення хвилі на глибокій воді справедливе, коли глибина водойми значно перевищує довжину хвилі. В цьому випадку для простоти розглядають нескінченно глибоку водойму. Це обґрунтовано, оскільки під час коливань поверхні реально рухається не вся товща води, а лише приповерхневий шар глибиною порядку довжини хвилі.
Закон дисперсії і швидкості хвилі в цьому випадку має вигляд:
{\displaystyle \omega ={\sqrt {gk}}\,;\quad v_{ph}=2v_{gr}={\sqrt {g \over k}}.}
З виписаного закону випливає, що фазова і групова швидкість гравітаційних хвиль у цьому випадку виявляються пропорційними довжині хвилі. Іншими словами, довгохвильові коливання будуть поширюватися по воді швидше від короткохвильових, що приводить до низки цікавих явищ:
- Кинувши камінь у воду і дивлячись на кола, утворювані ним, можна помітити, що межа хвиль розширюється не рівномірно, а приблизно рівноприскорено. При цьому, чим більша межа, тим більш довгохвильовими коливаннями вона формується.
- Красивим наслідком виписаного закону дисперсії є корабельні хвилі.

### Гравітаційні хвилі в загальному випадку
Якщо довжина хвилі порівнянна з глибиною басейну H, то закон дисперсії в цьому випадку має вигляд:
{\displaystyle \omega ={\sqrt {gk\cdot th(kH)}}\,.}

## Деякі проблеми теорії гравітаційних хвиль на воді
- Досі не зрозумілий механізм формування і стійкості так званих хвиль-убивць — неочікуваних хвиль екстремальної амплітуди.